# Connor Swift
Pour les articles homonymes, voir Swift.
Connor Swift, né le 30 octobre 1995 à Thorne, est un coureur cycliste britannique.

## Biographie
Connor Swift est un cousin de Ben Swift, également coureur cycliste. Dans son enfance, il joue d'abord au football et au rugby, avant de découvrir le triathlon lors d'une compétition scolaire. C'est finalement vers l'âge de 17 ans qu'il commence à se consacrer au cyclisme, lors de sa première année juniors.
En 2017 il rejoint l'équipe continentale britannique Madison Genesis.
En 2018, il crée la surprise en devenant champion de Grande-Bretagne sur route. En août, il se classe cinquième de la Polynormande remportée par Pierre-Luc Périchon. Par la suite, il est stagiaire en fin de saison au sein de l'équipe World Tour Dimension Data.

### Arkéa-Samsic
En mai 2019, l'équipe continentale professionnelle française Arkéa-Samsic annonce son arrivée pour renforcer son train de sprinteurs à la suite des indisponibilités répétées de Robert Wagner, initialement recruté pour être le poisson-pilote d'André Greipel,. Il débute sous ses nouvelles couleurs au lendemain de cette annonce lors des Quatre Jours de Dunkerque.
Fin juillet, il est présélectionné pour représenter son pays aux championnats d'Europe de cyclisme sur route.
En août 2020, il termine treizième du Tour du Limousin-Nouvelle-Aquitaine
En 2021, il gagne le Tro Bro Leon en mai puis en août, il remporte le Tour Poitou-Charentes en Nouvelle-Aquitaine.
En septembre 2022, Ineos Grenadiers annonce le recrutement de Swift pour 2023 et 2024.

## Palmarès sur route

### Par année
- 2017
  - 6e et 10e épreuves du Tour Series (en)
  - Leicester Castle Classic

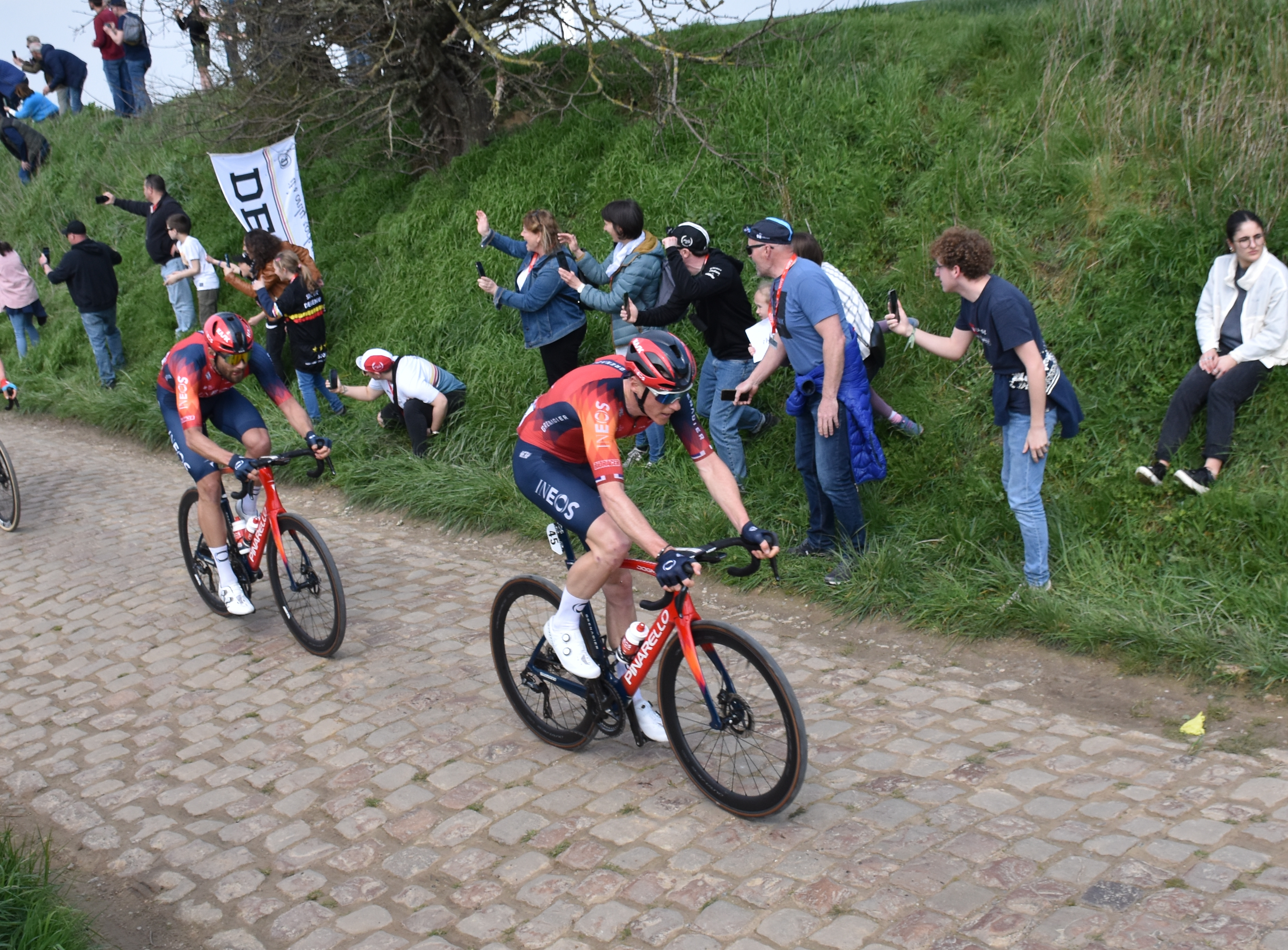
Paris-Roubaix 2023 - Secteur pavé de Quiévy à Saint-Python - N° 45 Connor Swift.

  - 3e du championnats de Grande-Bretagne sur route espoirs
- 2018
  -  Champion de Grande-Bretagne sur route
  - Wales Open Criterium
  - 2e du Kreiz Breizh Elites
  - 3e du Bristol Grand Prix
  - 3e du Ryedale Grand Prix
- 2019
  - 1re épreuve du Tour Series (en)
- 2021
  - Tro Bro Leon
  - Classement général du Tour Poitou-Charentes en Nouvelle-Aquitaine
  - 5e de la Bretagne Classic
- 2022
  - 3e du Tro Bro Leon

### Résultats sur les grands tours

#### Tour de France
4 participations
- 2020 : 106e
- 2021 : 89e
- 2022 : 70e
- 2025 : 109e

#### Tour d'Italie
1 participation
- 2024 : 83e

### Classements mondiaux
| Année                                 | 2017  | 2018 | 2019 | 2020  | 2021 | 2022 | 2023 | 2024 |
| ------------------------------------- | ----- | ---- | ---- | ----- | ---- | ---- | ---- | ---- |
| Classement mondial                    | 1196e | 385e | 748e | 1051e | 88e  | 223e | 418e | 689e |
| UCI Europe Tour                       | 774e  | 205e | 544e | 818e  | 74e  | 183e | nc   | nc   |
|                                       |       |      |      |       |      |      |      |      |
| Légende : nc = non classéSource : UCI |       |      |      |       |      |      |      |      |

## Palmarès en gravel
- Vénétie 2023
  -  Médaillé de bronze des championnats du monde de gravel